# Deuxième circonscription de Budapest
La deuxième circonscription de Budapest est une des dix-huit circonscriptions électorales de la capitale hongroise. Elle a été créée lors du redécoupage électoral de 2011 puis est devenue effective lors des élections législatives hongroises de 2014.

## Description géographique et démographique
La circonscription  regroupe une moitié nord du 11e arrondissement de Budapest, à savoir les quartiers de Dobogó, Infopark, Lágymányos, Sasad, Sashegy, Madárhegy, Gazdagrét, Spanyolrét, Hosszúrét, Örsöd, Őrmező, Pösingermajor, Szentimreváros et une partie de Gellért-hegy et de Kelenföld, délimité par Etele út, Peczvál József utca, Dombóvári út et Szerémi út.
Selon le recensement de 2011, la circonscription a une population de 95 549 dont 83 509 adultes (43 749 hommes et 51 800 femmes).

## Députés
Pour voir les députés et les résultats de la première circonscription entre 1990 et 2011, voir l'article sur les anciennes circonscriptions de Budapest.